# NGC 7325
NGC 7325 је двојна звезда у сазвежђу Пегаз која се налази на NGC листи објеката дубоког неба.
Деклинација објекта је + 34° 22' 2" а ректасцензија 22h 36m 48,6s. Привидна величина (магнитуда) објекта NGC 7325 износи 14,0.